# (73687) Thomas Aquinas
(73687) Thomas Aquinas – planetoida z pasa głównego asteroid okrążająca Słońce w ciągu 4,15 lat w średniej odległości 2,58 j.a. Został odkryta 10 października 1990 roku. Przed nadaniem nazwy planetoida nosiła oznaczenie tymczasowe (73687) 1990 TQ2.